# Crichtonsaurus
 Crichtonsaurus  ist eine Gattung der Vogelbeckensaurier (Ornithischia) in der Gruppe der Ankylosauria aus der Oberkreide von China. Zwei Arten dieses pflanzenfressenden Dinosauriers sind wissenschaftlich beschrieben: C. benxiensis und C. bohlini.

## Merkmale
Von Crichtonsaurus sind bislang nur Teile des Unterkiefers mit einigen Zähnen, mehrere Knochenplatten und vereinzelte Teile des postkranialen Skeletts bekannt. Es dürfte ein eher kleinerer Ankylosaurier mit geschätzten drei Metern Länge gewesen sein. Sein Körperbau dürfte dem der übrigen Ankylosaurier entsprochen haben: der stämmige Rumpf wurde von vier kurzen, kräftigen Gliedmaßen getragen, die Knochenplatten (Osteodermen) bildeten eine Panzerung, die den Körper schützte. Die Zähne waren klein und blattförmig und wie bei allen Ankylosauriern an eine pflanzliche Ernährung angepasst.

## Entdeckung und Benennung
Die fossilen Überreste von Crichtonsaurus wurden erstmals in der Sunjiawan-Formation in der chinesischen Provinz Liaoning entdeckt und 2002 von Dong Zhiming erstbeschrieben. Benannt ist dieser Dinosaurier nach Michael Crichton (1942–2008), dem Autor des Romans Jurassic Park von 1990, das auch durch die gleichnamige Verfilmung bekannt wurde. Die Typusart ist C. bohlini, der Artzusatz ehrt den schwedischen Paläontologen Birger Bohlin. Die Funde werden in die frühe Oberkreide (Cenomanium oder Turonium) auf ein Alter von 100 bis 90 Millionen Jahren datiert. Lü et al. beschrieben 2007 die Art C. benxiensis aus derselben Formation in der Provinz Liaoning.
Aufgrund der spärlichen Funde ist die systematische Stellung von Crichtonsaurus innerhalb der Ankylosauria schwierig. M. Vickaryous et al. (2004) führen ihn als „Ankylosauria incertae sedis“.